# Karate Champ
Karate Champ, conhecido no Japão como Karate Dō (空手道, "The Way of the Empty Hand") é um jogo de arcade de 1984 desenvolvido por Technos Japan Corporation para Data East. O jogo foi um dos primeiros jogos de luta, e é considerado o primeiro a usar a perspectiva lateral. Entretanto, Heavyweight Champ, lançado no Japão pela Sega, usou a mesma perspectiva que Karate Champ oito anos antes.

## Recepção
O site IGN inclui o jogo na lista de dez mais influentes jogos de todos os tempos.